# Мисс Земля 2007
Мисс Земля 2007 (англ. Miss Earth 2007) — 7-й ежегодный конкурс красоты, проводился 11 ноября 2007 года в Университет Филиппинс, Кесон-Сити, Филиппины.
Представительница Канады Джессика Триско, стала Мисс Земля 2007.

## Результаты
| Итоговый результат  | Участница |
| ------------------- | --- |
| Мисс Земля 2007     | - Канада — Джессика Триско |
| Мисс Земля — Воздух | - Индия — Пуджа Читгопекар |
| Мисс Земля — Вода   | - Венесуэла — Сильвана Сантаэлья |
| Мисс Земля — Огонь  | - Испания — Анхела Гомес |
| Топ 8               | - Грузия — Nanka Mamasakhlisi - Перу — Odilia Garcia - Швейцария — Stefanie Gossweiler - Таиланд — Jiraporn Sing-ieam |
| Топ 16              | - Чехия — Eva Čerešňáková - Доминиканская Республика — Themys Febriel - Ливан — Amale Al-Khoder - Мартиника — Élodie Delor - Нигерия — Stacey Garvey - Румыния — Alina Gheorge - ЮАР — Bokang Montjane - Швеция — Ivana Gagula |

### Специальные награды
| Награда                  | Участница                       |
| ------------------------ | ------------------------------- |
| Miss Fashion             | Вьетнам — Trương Tri Trúc Diễm  |
| Beauty for a Cause       | ЮАР — Bokang Montjane           |
| Best in National Costume | Таиланд — Jiraporn Sing-ieam    |
| Best in Swimsuit         | Венесуэла — Silvana Santaella   |
| Best in Long Gown        | Венесуэла — Silvana Santaella   |
| Miss Friendship          | Ливан — Amale Al-Khoder         |
| Miss Photogenic          | Филиппины — Jeanne Angeles Harn |
| Miss Talent              | Литва — Monica Baliunaite       |
| Miss Eco-Tourism         | Куба — Ariana Barouk            |

## Ведущие
| Ведущий               | Подробности                       |
| --------------------- | --------------------------------- |
| Грег Уттсада Паничкул | Ведущий                           |
| Присцилла Мейреллес   | Мисс Земля 2004                   |
| Джинджер Конехеро     | комментатор, Мисс Земля Филиппины |

## Участницы
Список участниц Мисс Земля 2007:

| - Албания — Shpresa Vitia - Аргентина — María Antonella Tognolla - Австралия — Victoria Louise Stewart - Багамские Острова — Sharon Eula Rolle - Бельгия — Melissa Cardaci - Белиз — Leilah Pandy - Боливия — Carla Loreto Fuentes Rivero - Босния и Герцеговина — Dzenita Dumpor - Ботсвана — Millicent Ollyn - Бразилия — Patrícia Andrade - Камерун — Pauline Marcelle Kack - Канада — Jessica Trisko - Китай — Yu Peipei - Колумбия — Mileth Johana Agámez - Республика Конго — Maurielle Nkouka Massamba - Коста-Рика — Natalia Salas Mattey - Куба — Ariana Barouk - Чехия — Eva Čerešňáková - Дания — Trine Lundgaard Nielsen - Доминиканская Республика — Themys Febriel - Эквадор — Verónica Ochoa Crespo - Сальвадор — Julia Ayala - Англия — Clair Cooper - Эфиопия — Nardos Tafese - Фиджи — Minal Maneesha Ali - Финляндия — Anna Pohtimo - Франция — Alexandra Gaguen - Грузия — Nanka Mamasakhlisi - Германия — Sinem Ramazanoglu - Гана — Diana Naa Blankson - Гваделупа — Virgine Mulia - Гватемала — Jessica Scheel - Гонконг — Fan Miao-Meng - Исландия — Katrín Dögg Sigurdardóttir - Индия — Pooja Chitgopekar - Индонезия — Artri Sulistyowati - Израиль — Mor Donay - Италия — Bernadette Mazzù - Япония — Ryoko Tominaga - Казахстан — Zhazira Nurkhodjaeva - Кения — Volen Auma Owenga - Республика Корея — Yoo Ji-eun - Латвия — Ilze Jankovska - Ливан — Amale Al-Khoder | - Либерия — Telena Cassell - Литва — Monika Baliunaite - Макао — Zhang Xiao-Yu - Малайзия — Dorkas Cheok - Мартиника — Élodie Delor - Мексика — María Fernanda Cánovas - Непал — Bandana Sharma - Нидерланды — Milou Verhoeks - Новая Зеландия — Claire Kirby - Никарагуа — Iva Grijalva Pashova - Нигерия — Stacey Garvey - Ниуэ — Shevalyn Maika - Северная Ирландия — Aine Gormley - Норвегия — Margaret Paulin Hauge - Парагвай — Griselda Quevedo - Перу — Odilia Garcia - Филиппины — Jeanne Angeles Harn - Польша — Barbara Tatara - Румыния — Alina Gheorge - Сент-Люсия — Oneka McKoy - Сингапур — Nicole Chen Lin - Сьерра-Леоне — Theresa Turay - Словакия — Barbora Palovičová - Словения — Tanja Trobec - ЮАР — Bokang Montjane - Испания — Ángela Gómez - Суринам — Safyra Duurham - Швеция — Ivana Gagula - Швейцария — Stefanie Gossweiler - Китайская Республика — Sonya Lee - Танзания — Angel Kileo - Таиланд — Jiraporn Sing-ieam - Тибет — Tenzin Dolma - Тринидад и Тобаго — Carleen Ramlochansingh - Теркс и Кайкос — Tameka Deveaux - Уганда — Hellen Karungi - Украина — Galyna Andreeva - США — Lisa Forbes - Виргинские Острова (США) — Je T’aime Cerge - Венесуэла — Silvana Santaella - Вьетнам — Trương Tri Trúc Diễm - Уэльс — Sarah Fleming - Замбия — Sphiwe Benasho - Зимбабве — Nyome Omar |

## Примечание

### Дебют
| - Белиз - Куба - Фиджи - Исландия - Северная Ирландия | - Республика Конго - Сьерра-Леоне - Суринам - Виргинские Острова (США) - Зимбабве |

### Вернулись
| - Последний раз участвовали в 2001 году: - Казахстан - Последний раз участвовали в 2002 году: - Уганда - Последний раз участвовали в 2003 году: - Словения - Последний раз участвовали в 2004 году: - Тринидад и Тобаго | - Последний раз участвовали в 2005 году: - Камерун - Колумбия - Гонконг - Израиль - Латвия - Макао - Ниуэ - Замбия |

### Отказались
| - Острова Кайман - Чили - Кюрасао - Египет - Греция | - Гаити - Ирландия - Северная Македония - Пакистан - Панама | - Пуэрто-Рико - Россия - Самоа - Сербия и Черногория - Французская Полинезия |

### Замены
- Танзания — Kelly Kampton is replaced by Angel Kileo.

### Участие в других конкурсах красоты
Участницы, которые ранее соревновались в других конкурсах красоты:

| Мисс Вселенная - 2004: Белиз — Leilah Pandy - 2006: Виргинские Острова (США) — Je T’aime Cerge - 2008: Польша — Barbara Tatara - 2009: Англия — Clair Cooper - представительница Великобритания' ' - 2010: Гватемала — Jessica Scheel (Топ 10) - 2011: ЮАР — Bokang Montjane Мисс Мира - 2005: Дания — Trine Lundgaard Nielsen - 2006: Уэльс — Sarah Fleming - 2011: ЮАР — Bokang Montjane (Top 7) | Мисс Интернешнл - 2006: Танзания — Angel Kileo - 2011: Новая Зеландия — Claire Kirby - 2011: Вьетнам — Trương Tri Trúc Diễm (Top 15) Miss Tourism International - 2007: Фиджи — Minal Maneesha Ali - 2007: Франция — Alexandra Gaguen - 2007: Ниуэ — Shevalyn Maika Мисс Вселенная Канады - 2007: Канада — Jessica Trisko (Топ 10) |

## Галерея
- Грег Уттсада Паничкул 
 ведущий мероприятия
- Мисс Земля 2007: Испания, Индия, Венесуэла и Канада
- 7 из 8 Топ финалисток Мисс Земля 2007: Грузия, Канада, Венесуэла, Испания, Таиланд, Швейцария и Индия
- Победительницы Мисс Земля 2007: Ливан (Дружба), Литва (Талант), Венесуэла (Купальник и длинное платье), Таиланд (Национальный костюм), и Филиппины (фотогеничность)
- Участницы на сцене в купальниках

## Примечание
1. ↑  Philippine Entertainment Portal | News | Fil-Canadian Jessica Nicole Trisko crowned Ms. Earth 2007. Дата обращения: 20 марта 2015. Архивировано из оригинала 25 июля 2015 года.
2. ↑  Soul, John (11 ноября 2007). Miss Earth 2007. Woman of the Earth News. Архивировано 18 августа 2010. Дата обращения: 27 декабря 2009.
3. ↑  Contestants in Miss Tourism Queen International 2007 Архивировано 4 марта 2008 года.